# Palais Pianetti
 (juillet 2022).
Si vous disposez d'ouvrages ou d'articles de référence ou si vous connaissez des sites web de qualité traitant du thème abordé ici, merci de compléter l'article en donnant les références utiles à sa vérifiabilité et en les liant à la section « Notes et références ».
Le Palais Pianetti (ou Palais Pianetti Tesei) est un ancien palais rococo de la ville de Jesi dans les Marches, aujourd’hui le siège de la Pinacothèque civique de la commune. Il est l’ancienne résidence de la ville du marquis portant le nom de Pianetti, famille noble affiliée à l’aristocratie jésine.

## Histoire
Le palais est construit juste à l'ouest des murs de la ville au cours des XVIIe et XVIIIe siècles.
Le marquis Cardolo Maria Pianetti, passionné d’alchimie et architecte de Charles VI de Habsbourg, conçoit un projet de palais pour la construction de sa nouvelle résidence familiale dans un goût qui fait écho au style autrichien.

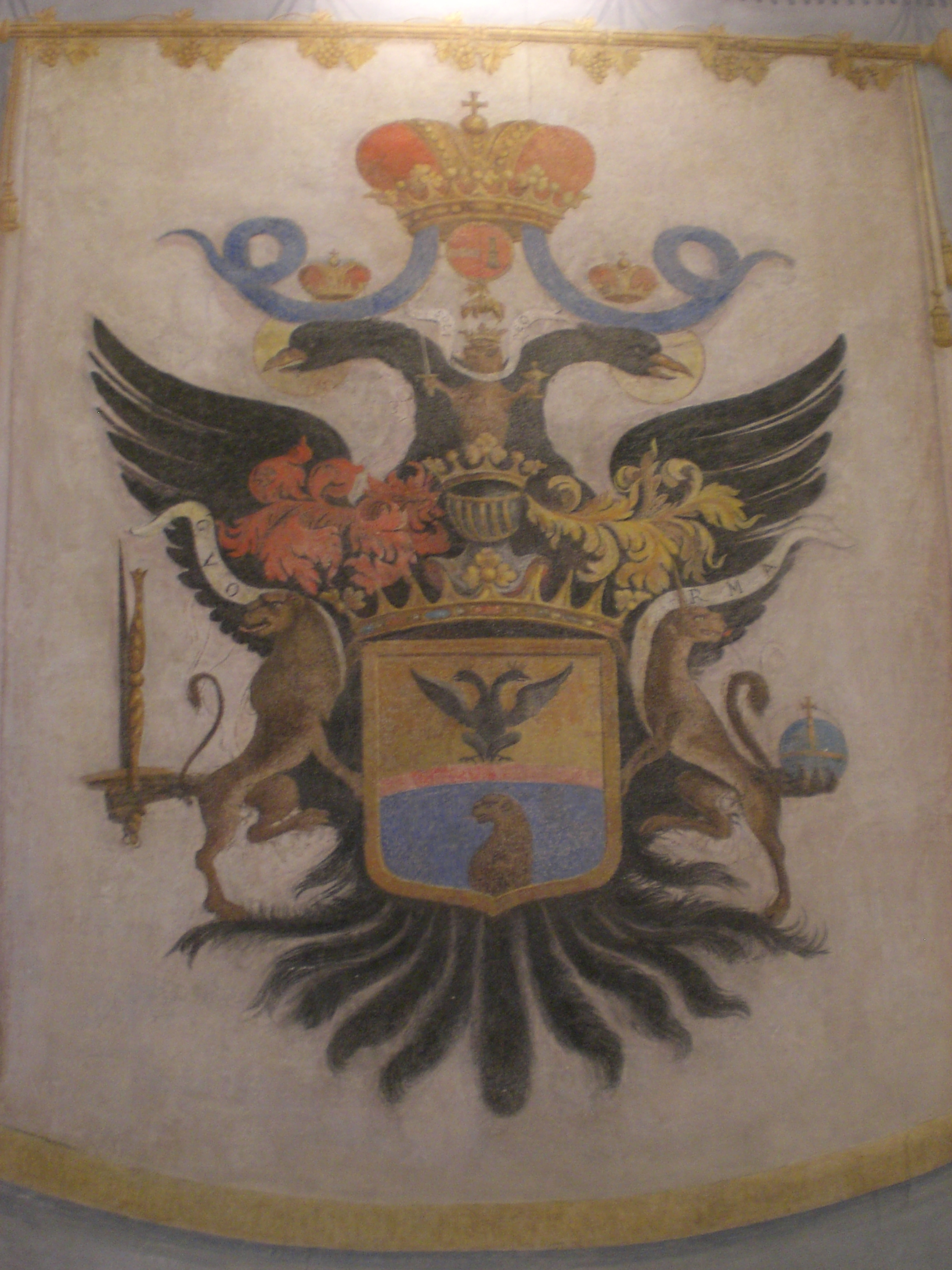
Blason de la Famille Pianetti.

Le projet définitif est confié au peintre et architecte jésin Domenico Luigi Valeri, qui commence la construction à partir de 1748.
Le bâtiment se compose d’un corps central ouvert sur un jardin à l’italienne entouré de murs en terrasses. La façade principale s’ouvre, avec ses cent fenêtres, sur l’étroite Via XV Settembre. Elle est réalisée par le Bolonais Viaggi, élève de l’architecte Alfonso Torreggiani, qui s'inspire de la façade du Palais Aldovrandi de Bologne (en), ouvrage de ce dernier. La façade donnant sur le jardin est due à l’architecte vénitien Antonio Croatto.
Selon l’utilisation typique du XVIIIe siècle, le palais est réparti sur deux étages auxquels s’ajoute une mezzanine :
- Le rez-de-chaussée – auquel on accède par un atrium à colonnades doubles qui donne sur le jardin — initialement occupé par les locaux de service de la résidence elle-même,

- Le premier étage, dit Piano nobile, pour les représentations.
- Le second étage, occupé par les appartements de la vie quotidienne de la famille.
- La mezzanine, destinée aux domestiques.

Au milieu du XIXe siècle, à l’occasion du mariage entre le marquis Vincenzo Pianetti et la comtesse florentine Virginia Azzolino, commence une série de travaux de restructuration du deuxième étage. Ils créent un escalier d’honneur qui confère un meilleur accès aux étages du palais. Les travaux débutent en 1858, à partir d'un escalier peint en Trompe-l’œil sous la direction de l’architecte Angelo Angelucci da Todi.
En 1901, le palais est définitivement cédé à la famille Tesei.

## La Galerie des Stucs

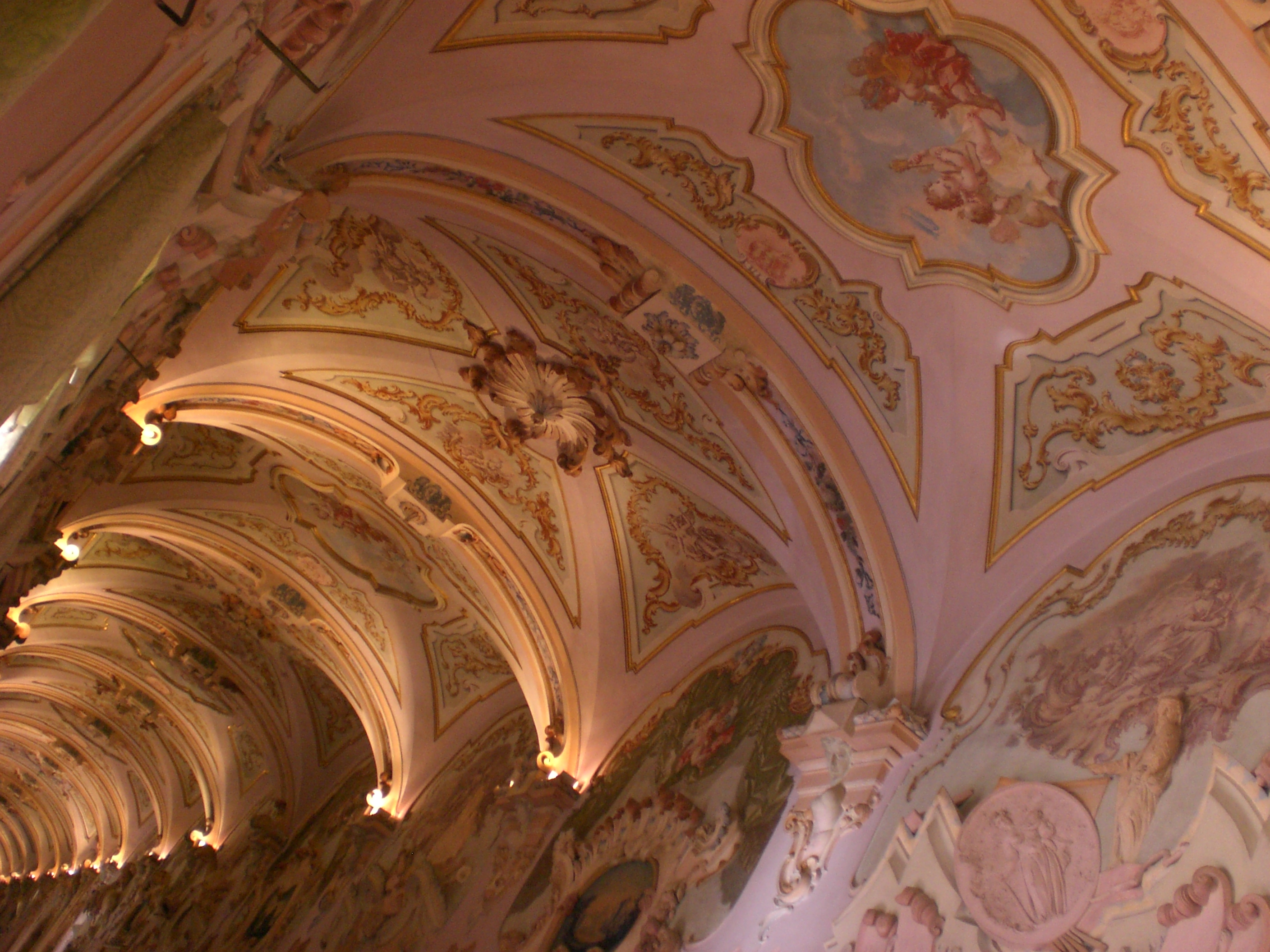
Galerie des Stucs.

La Galerie des Stucs, située au premier étage, est directement reliée au jardin du Palais par une série d'escaliers.
Ce parcours constitue l’attraction la plus impressionnante des réceptions et loisirs nobiliaires de la résidence.
Avec sa longueur totale de 76 mètres, elle est la galerie du XVIIIe siècle le plus long d’Italie, après la galerie de Diana du Palais Royal de Venaria, près de Turin.
Sur les murs et à l’intérieur de la voûte sont représentées, comme ils sont nommés, des scènes qui figurent Le Temps qui s'écoule, Les Mois, Les Signes Zodiacaux, Les Quatre Saisons ; Le cycle des Éléments primaires de la Nature, La Terre, L'Eau, L’Air et Le Feu mais aussi Les Quatre Continents alors connus, Europe, Afrique, Asie, Amérique.
Dans la voûte de l’exèdre servant de pivot à la Galerie et ses pièces adjacentes se déroule le thème des Vertus cardinales. Dans les stucs se superposent les allégories du Jour et de la Nuit.
Le style de la Galerie, réalisé au cœur de la province des Marches entre 1767 et 1770 par le stucateur et peintre milanais Giuseppe Tamanti auquel se joignirent Giuseppe Simbeni et Andrea Mercoli, est un exemple emblème de ce style.
Les scènes de la lagune et les ornements des parapets des portes et des fenêtres, exécutés entre 1771 et 1779, sont d’abord attribués à Corrado Giaquinto, déjà présent dans les Marches pour la décoration du Palazzo Buonaccorsi à Macerata, mais à la suite d’études plus approfondies, ils sont finalement attribués à l’Aquilan Giuseppe Ciferri.

## Les Chambres d'Énée
Les Chambres d’Énée sont disposées successivement les unes aux autres formant une évasion de six locaux, selon l’architecture typique du XVIIIe siècle. Elles se développent entre la Galerie des Stucs et la façade principale du palais, sur laquelle elles donnent.

Ces chambres doivent leur nom au mythe virgilien d’Énée, illustré sur les plafonds voûtés. Les peintures ont été exécutées entre 1781 et 1786 par Carlo Paolucci (1738-1803) et Placido Lazzarini (1746-1820).

Plafonds des Chambres d'Énée.
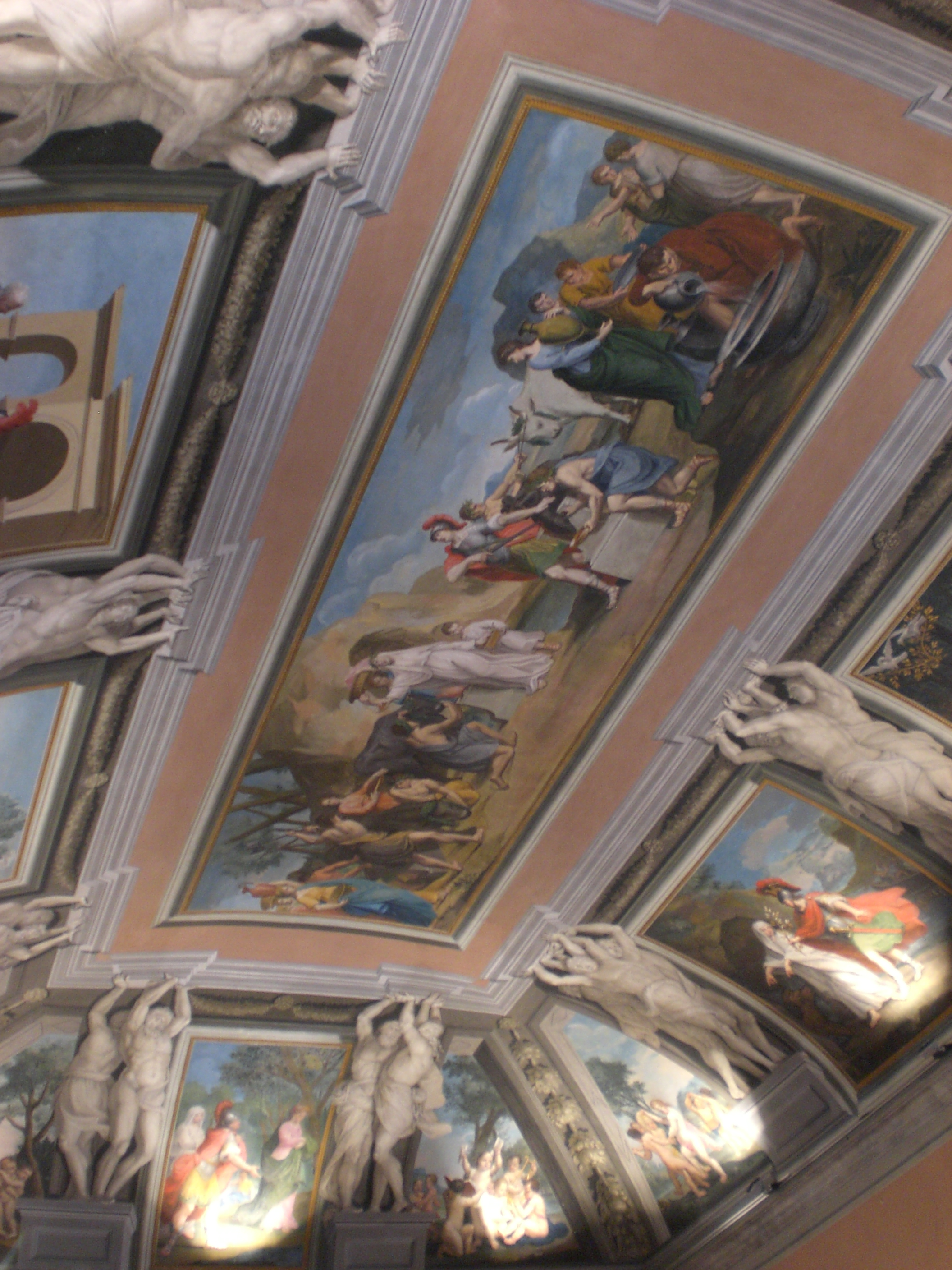
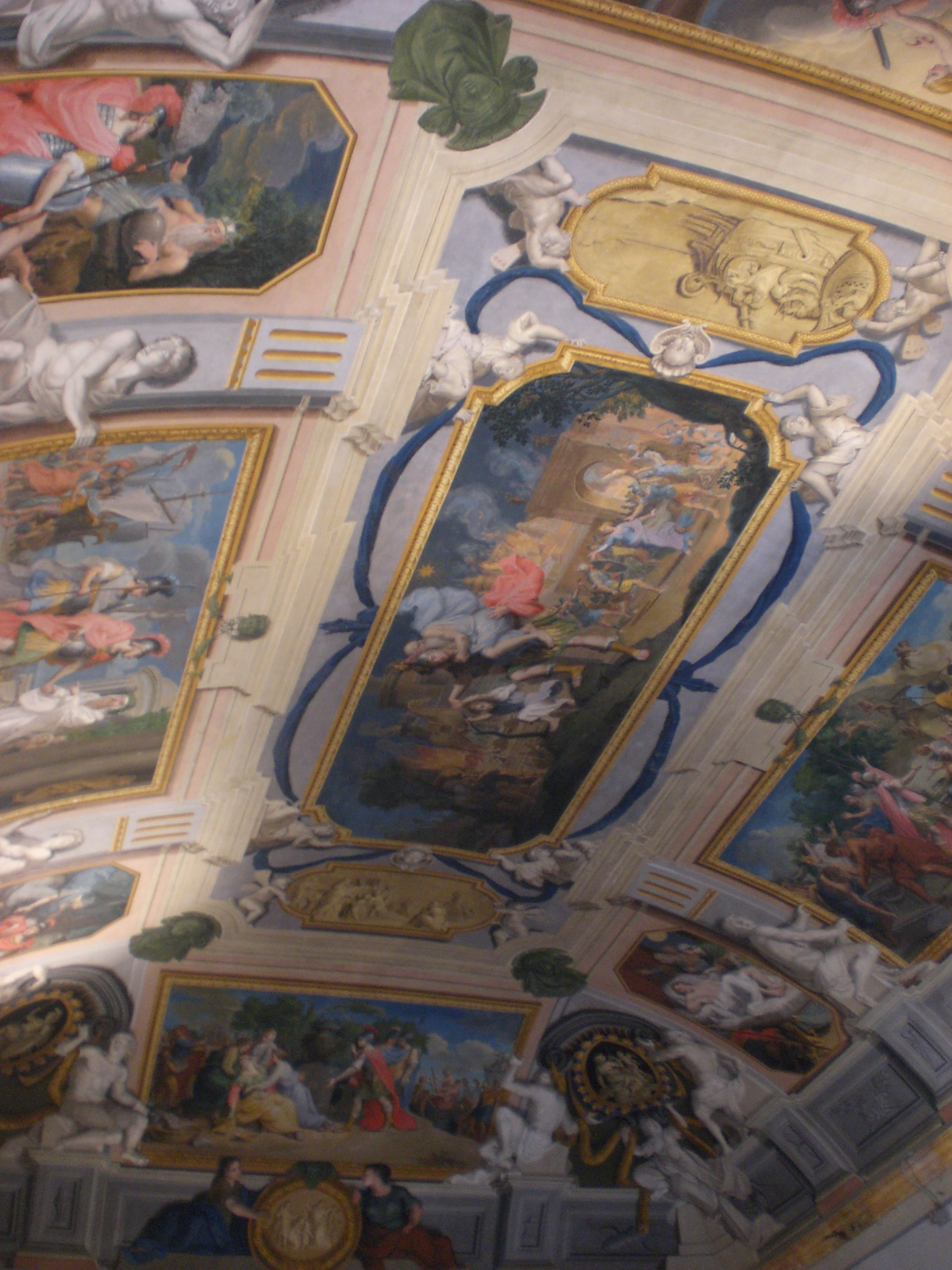

Le thème des six salles commence à l’Exèdre. La première voit représenter les Légendes Troyennes, avant-fait du récit virgilien : suivent Le Rêve d’Ecuba ; le Débarquement d’Hélène à Troie ; Achille dans l’île de Sciro, le Rat de Ganymède ; le Sacrifice d’Ifia.
Dans les trois salles suivantes sont rappelés les six premiers livres du poème d'Enée ou Enée fuit de Troie en Flammes (considéré comme le chef-d’œuvre du cycle), Vénus implorant la bienveillance de Jupiter, les Pénates apparaissent dans un rêve à Énée, Énée rencontre son père Anchise dans l’Averne. La cinquième pièce raconte des sujets rapportés des six derniers livres de l’Énéide.
La dernière pièce, la Salle des Fêtes, est destinée à la célébration de la Poésie avec la scène centrale de l’Apollon couronnant Virgile sur le Parnasse. Elle représente la conclusion des histoires d’Énée et l’achèvement du complexe, résumant la valeur culturelle de la galerie et des salles. Également, des monochromes verts apparaissent autour du mythe d'Orphée et Eurydice.
Les scènes, enfermées dans des cadres peints en trompe-l'œil, rapportent généralement des actions chorales.

## L’Appartement privé des Marquis

### L’Alcôve
Les chambres qui se trouvent au deuxième étage sont celles de la vie quotidienne de la famille Pianetti. Composées de salles, de salons, de vestiaires, de chambres et de toilettes, elles ont été réalisées et décorées à différentes périodes.

Tout l’appartement subit de fortes modifications à l’occasion du mariage entre le marquis Vincenzo Pianetti et la comtesse florentine Virginia Azzolino en 1859. Les travaux ont commencé sous la direction de l’architecte Angelo Angelucci da Todi.

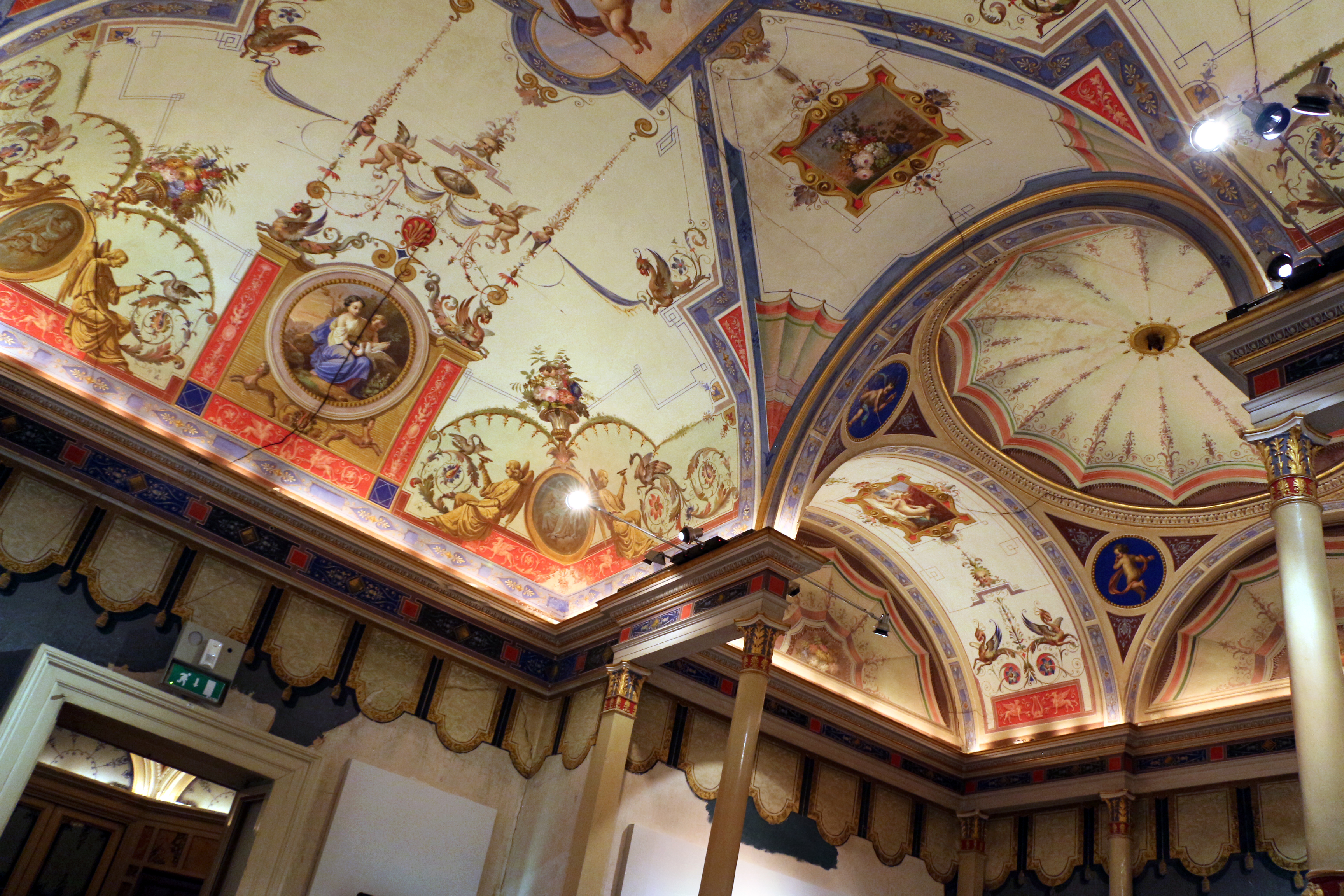
L'Alcôve.
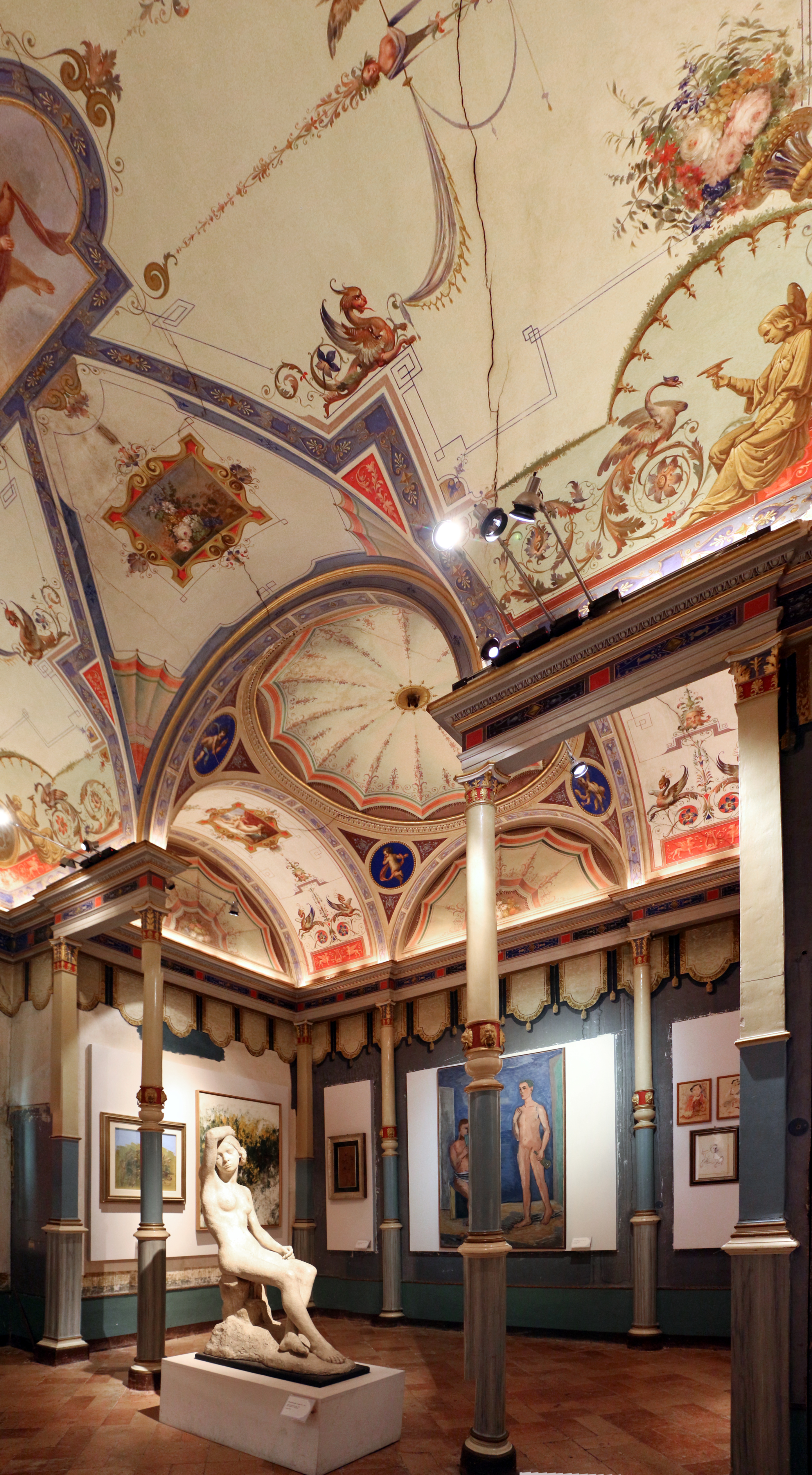
Alcôve dans le style néopompéien.
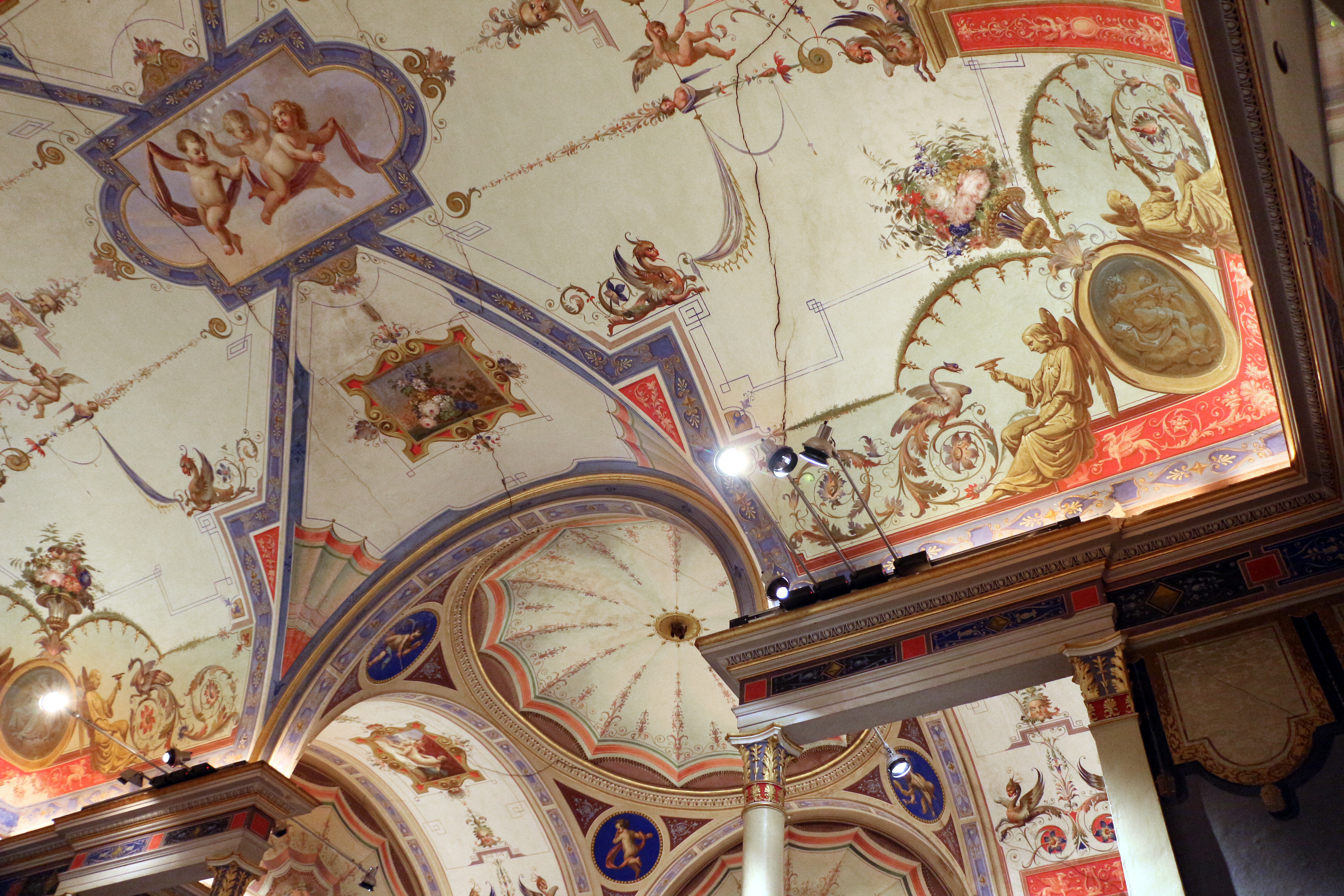
L’alcôve (autre vue).

Les décorations, en particulier celles des pièces donnant sur le jardin, proche d'un style XVIIIe siècle, sont centrées sur les grâces de Vénus.
L'alcôve et les chambres donnant sur la façade principale sont décorées après la mort de la comtesse Virginia, à partir de 1877, par le Florentin Olimpio Bandinelli, dans un style néo-renaissance.

## Les jardins
Ils représentent l’un des concepts clés des jardins du XVIIIe siècle, comme lieu transitoire entre l’espace privé du palais et celui naturel de la campagne. Ils constituent pleinement le binôme Art-Nature ; avec des références idéalistes au traité Idée de l’Architecture universelle écrit en 1615 par Vincenzo Scamozzi. Ils sont réalisés à partir de 1748 sur un projet de Valeri et achevés seulement en 1764. Une série d’escaliers et de terrasses conduit à l’intérieur du palais et en particulier à la Galerie des Stucs. Les murs qui les bordent font office de « gradins » constituant ainsi une sorte de « théâtre de plein air » centré sur la tourelle centrale qui sert de perspective architecturale en arrière-plan.

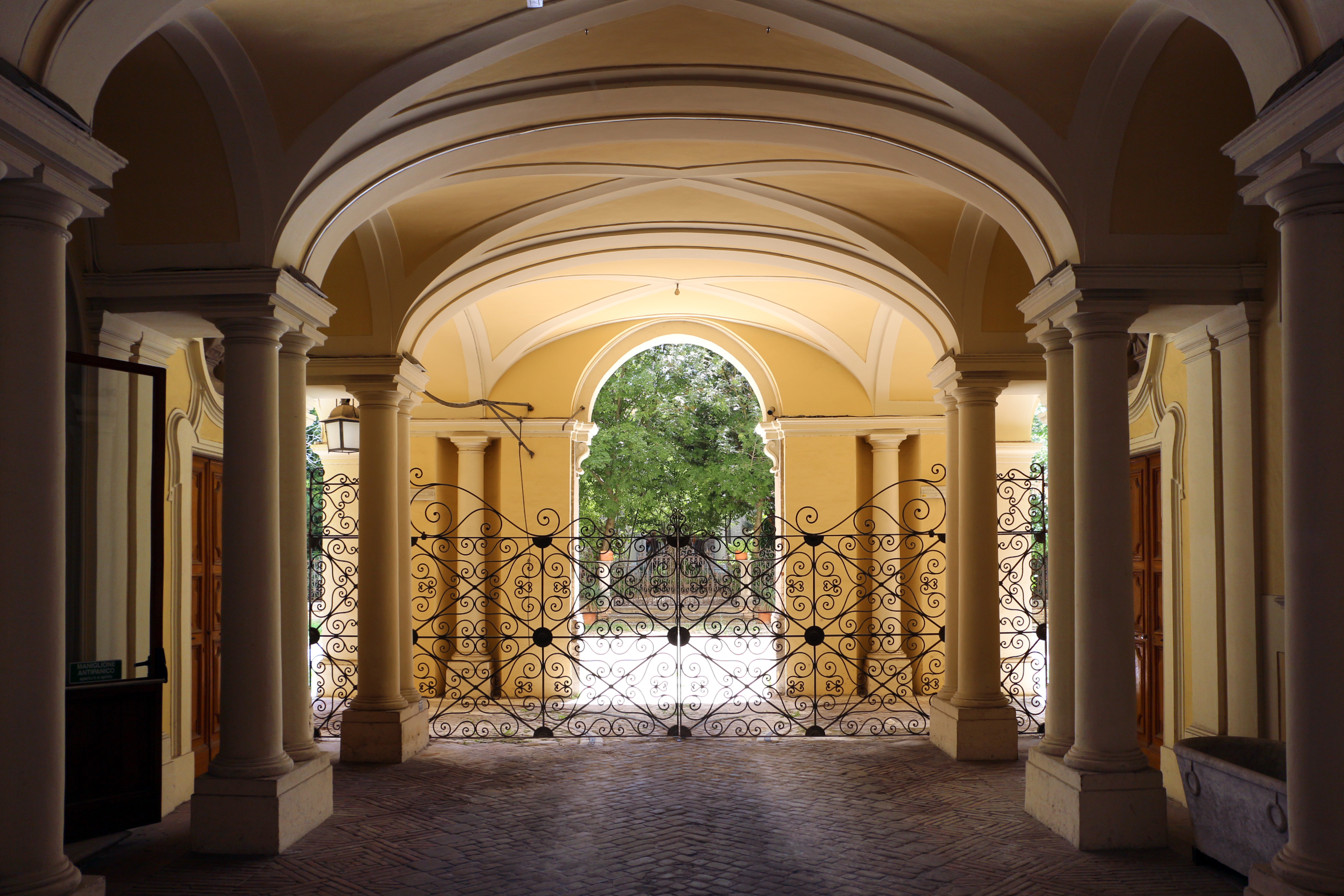
Accès aux jardins.

L’ensemble est complété par un parement de statues à sujet mythologique visant à montrer, glorifier et protéger la famille, synthétisé et centré dans les deux sculptures semi-couchées de la Renommée et du Temps.
Les jardins commencent dans l’Atrium du Palais, où se trouvaient les sculptures (aujourd’hui disséminées) des Vertus : Prudence, Justice, Courage, Noblesse, Générosité et Tempérance . Également, s'y trouvent 12 statues de putto qui figurent par groupe de quatre les temps de la journée, les éléments naturels et les saisons. Depuis les tribunes, les statues développent le thème de l'Abondance, avec Bacchus, Cérès, Vertumno et Pomone et de la Fertilité, avec Hercule, Iole, Flora et Zéphyr. Dans les escaliers et les terrasses, le thème de la Raison qui contrôle la Nature est représenté par des Divinités païennes avec Mercure s’opposant à Palaestra, à Saturne Opis, à Mars, Vénus, à Apollon, Diana, Jupiter et Junon. 
Des bassins et des fontaines émergent de sculptures de chevaux marins, de dauphins et de divinités marines comme Neptune, Glaucos, Galatea et Amphitrite, tous jouant le thème du « Renouvellement ». Tout l’appareillage sculptural a été réalisé autour de 1756 par le sculpteur padouan Antonio Bonazza.
De l'horloge que Francesco Livisati a construite en 1753, il ne reste que le cadran peint sur le tympan de la perspective architecturale.

## La Pinacothèque

### Création de la Pinacothèque
La Pinacothèque civique et Galerie d’Art contemporain est le plus grand musée de la ville de Jesi, l’un des plus grands de la province d’Ancône et des Marches. Située dans le Palais Pianetti, elle représente l’une des plus importantes collections picturales de la région, avec une collection d’œuvres de Lorenzo Lotto.
Avec le décret Valerio de 1866 qui sanctionne la suppression des Congrégations religieuses et le passage de leurs trésors artistiques aux Communes, Jesi acquiert une quantité considérable d’œuvres d’art picturales. La pinacothèque est créée officiellement le 5 septembre 1868. Les tableaux de sujet religieux s’ajoutent à une collection archéologique déjà présente, de sorte que Cesare Annibaldi institue en 1912 un unique pôle muséal ouvert au public avec siège dans l'ancien couvent de San Floriano, sur la Place Frédéric II.
Dans les années 1930, on procède à la restauration du Palais de la Seigneurie, ancien siège de la Bibliothèque Communale Planettiana. En 1949, on décide d’y ajouter le Musée civique et la Pinacothèque. 
Dans les années 1960, la commune de Jesi achète les deux tiers du Palazzo Pianetti, une somptueuse résidence nobiliaire au cœur de la ville. Après les restaurations nécessaires, la Pinacothèque civique est déplacée dans l’étage noble du palais, et officiellement ouverte au public en 1980.

### Les Collections

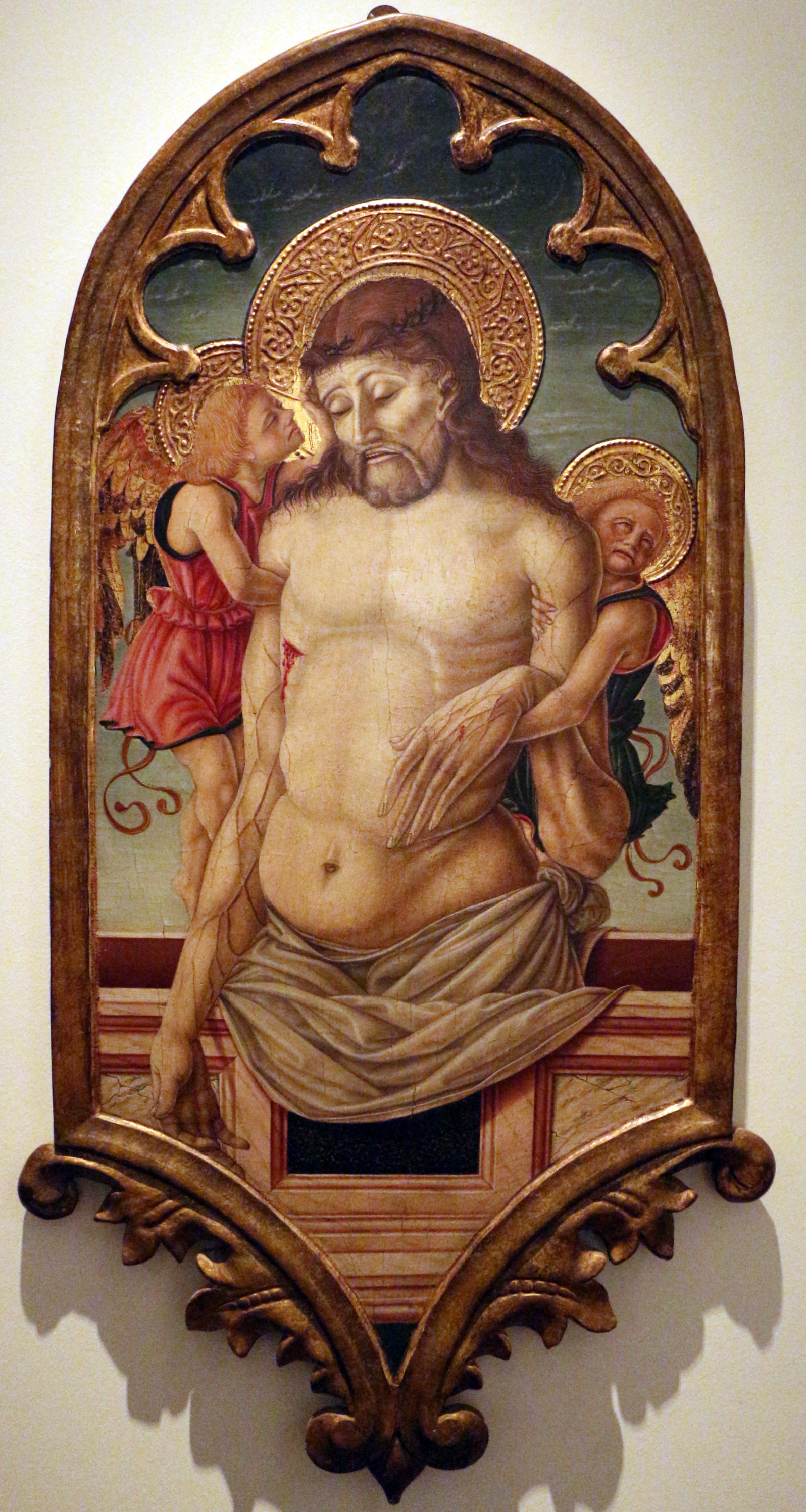
Christ Mort soutenu par deux anges, Nicola di Maestro Antonio di Ancona, env.1490.

Le noyau muséal principal se compose d’œuvres à caractère religieux provenant de différentes églises de la ville. Dans son ensemble, le musée comprend des œuvres couvrant un spectre chronologique du XVe au XIXe siècle, tandis que la période médiévale est plutôt représentée dans le musée diocésain de la ville.
Au fil des ans, la collection a augmenté grâce à d’autres legs, dépôts, dons et achats.
La section d’Art contemporain connaît également une grande évolution, en raison de l’institution du Prix biennal Città di Jesi - Rosa Papa Tamburi qui amène les différents artistes participants à laisser leurs œuvres en dépôt. C’est ainsi qu’est installée la Galerie d’Art contemporain, inaugurée en 1987 au deuxième étage du palais. 

#### XVeetXVIesiècles
Cette période est représentée en grande partie par des bas-reliefs et des sculptures en pierre, certains provenant des façades des résidences nobiliaires de la ville, mais aussi par des retables en céramique comme la représentation du Christ en homme de douleurs  (ici appelé le Christ dans le tombeau soutenu par deux anges), partie d’un polyptyque démembré de 1480-90 créé par Nicola di Maestro Antonio d’Ancona :
- Martyre de saints, bas-relief en pierre, école lombarde, XVe siècle.
- Armoiries de la famille Santoni, Dragon en bas-relief, pierre, 1498.
- Tombeaux d’Angelo et Piersimone Ghislieri, pierre, XVe siècle.
- Madonna della Pietà, pierre peinte, anonyme allemand, XVe siècle.
- Christ lasso, détrempe sur table, Nicola di Maestro Antonio d'Ancona 1480-1490, de l’église Saint-Marc.
- Vierge à l’Enfant et aux Saints, retable en terre cuite invetriata, Pietro Paolo Agabiti, 1516, de l’Ermitage des Frères Blancs de Cupramontana
- Crèche, retable en terre cuite peinte, Pietro Paolo Agabito, 1528.
- Madonna di Loreto avec les saints Filippo et Giacomo, Raffaellino del Colle, retable à huile, 1540.

#### Lorenzo Lotto

Sainte Lucie devant le Juge de Lorenzo Lotto.

Le noyau lottesque constitue le cœur des collections muséales, véritable fleuron de la Pinacothèque.
Les peintures réalisées par Lorenzo Lotto pour les églises et les confréries de la ville sont composées d’œuvres d’une importance primordiale pour l’art de la Renaissance italienne :
- Déposition au tombeau, retable à huile sur panneau, 1512, de l’ancienne église de San Floriano
- Annonciation, 1526-1527, par un polyptyque démembré de l’Église de San Floriano:
- Ange annonciateur
- Vierge annoncée
- Sainte Lucie devant le juge, retable à huile sur panneau, 1532 de l’ancienne église de San Floriano
- Retable de San Francesco al Monte, huile sur panneau, 1526, de l’ancienne église de San Francesco al Monte
- Visitation, retable et lunette, huile sur panneau, vers 1535, de l’ancienne église de San Francesco al Monte

#### XVIIeetXVIIIesiècles
- Vierge à l’Enfant et aux Saints, huile sur toile, Antonino Sarti, 1628, de l’ancienne église de Sant’Ubaldo
- Sainte Famille avec San Giovannino, huile sur toile, Pomarancio, 1609, de la chapelle de Villa Pianetti
- La Maddalena visitée par les anges, huile sur toile, atelier du Guercino
- Sainte Catherine d’Alexandrie, huile sur toile, Michele Rocca dit le Parmigianino le Jeune
- Saint Antoine de Padoue apparaît à Teodora Passeri-Grizi, retable à l’huile sur toile, Francesco Albani, 1611, de l’ancienne église de San Floriano
- Le SS. Trinità, la Vierge et l’Ange gardien, retable à l’huile sur toile, Giacomo del Po, XVIIIe siècle, de l’ancienne église de Saint-Bernard
- Portrait de Giovanni Battista Pergolesi, huile sur toile, Domenico Valeri, 1750
- Mater Amabilis, Sassoferrato
- Portrait de Gaspare Spontini, huile sur toile, Louis Hersent, 1825, par donation du compositeur à la Commune de Jesi
- Collection de vases de pharmacie, céramique de Casteldurante, XVIIIe siècle, de l’ancienne pharmacie de l’hôpital.

#### Œuvres contemporaines
La plupart sont de l’artiste jésin Orfeo Tamburi, qui, en 1964, laisse 54 œuvres entre dessins aquarelles et estampes de la période 1948-63. La galerie d'Art Contemporain est dédiée à l'exposition de ses œuvres les plus récentes ; on retrouve la plupart des œuvres iconographiques au premier étage de la Pinacothèque.
Une autre partie importante de la collection est constituée par l’héritage des héritiers de l’artiste cuprin Corrado Corradi (1894-1963). Elle s'enrichit en 1973 avec des œuvres de l'artiste local Betto Tesei (1898-1953).
On retrouve parmi les autres artistes présents, liés surtout au Prix Rosa-Tamburi, Guttuso, Guidi, Cantatore, Paolucci, Sassu, Mattioli, Trubiani, Piacesi, Morlotti, Biancini, Ciarrocchi, Brindisi, Vespignani, Cassinari, Giuffré, Bodini. Une des conditions de ce prix est en effet que les lauréats fassent don de l'œuvre à la Pinacothèque.

## Le Musée d'archéologie
Installé en 2017 dans les anciennes écuries du Palais Pianetti, il fait partie avec la Pinacothèque et la Galerie d'Art Contemporain des trois musées civiques abrités par le Palais. Parmi les œuvres exposées, certaines proviennent de la collection Pasquarella-Spridgeon, qui comprend notamment des vases de l'époque pré-romaine depuis janvier 2018.

## Liens extérieurs
- Site officiel
- Page officielle de Jesi sur le site de la Région des Marches.
- Informations pratiques sur la pinacothèque de Jesi, site officiel de la province d’Ancône.